# Heddesbach
Heddesbach település Németországban, azon belül Baden-Württembergben. Lakosainak száma 462 fő (2023. december 31.). Heddesbach Schönau és Heiligkreuzsteinach községekkel határos.

## Népesség
A település népessége az elmúlt években az alábbi módon változott:
| Lakosok száma | 436  | 466  | 450  | 462  | 464  | 462  |
|               | 1975 | 2017 | 2019 | 2021 | 2022 | 2023 |